# Premier League (Maldive)
La Premier League maldiviana (in arabo دوري جزر المالديف لكرة القدم‎?, in inglese Dhivehi Premier League, "dhivehi" significa "maldiviano" nella lingua locale), nota per ragioni di sponsorizzazione anche come  Ooredoo Dhivehi Premier League, è la massima serie del campionato maldiviano.

## Formato
Il campionato, composto da 8 squadre, si gioca da maggio a novembre e si compone di un girone di andata e ritorno, per un totale di 14 giornate, al termine delle quali la squadra prima classificata è campione delle Maldive e si qualifica per la Coppa dell'AFC.

### Squadre
Edizione 2023
- Buru
- Eagles
- Green Streets
- Maziya
- Super United
- TC Sports
- Utd Victory
- Club Valencia

## Storia
Il campionato viene fondato dalla FAM il 22 dicembre 2014 in sostituzione della Lega Dhivehi (in inglese Dhivehi League), sospesa dal comitato di normalizzazione della FIFA, prevedendo otto squadre nella prima edizione, che verrà vinta dal New Radiant.
Dalla stagione 2018 la partecipazione al campionato fu estesa a dieci squadre, per poi essere ridotta nuovamente a otto nel 2020.

## Albo d'oro

### Dhivehi Premier League
- 2015:  New Radiant
- 2016:  Maziya
- 2017:  New Radiant
- 2018:  TC Sports
- 2019-2020:  Maziya
- 2020-2021:  Maziya
- 2022:  Maziya
- 2023:  Maziya

### Vittorie per squadra
| Club        | Vittorie | Stagioni                     |
| ----------- | -------- | ---------------------------- |
| Maziya      | 5        | 2016, 2020, 2021, 2022, 2023 |
| New Radiant | 2        | 2015, 2017                   |
| TC Sports   | 1        | 2018                         |